# 第67回高松宮記念杯競輪
第67回高松宮記念杯競輪は、2016年6月16日から19日まで、名古屋競輪場にて開催された、競輪のGI競走である。
正式名称は、平成28年熊本地震被災地支援競輪 第67回高松宮記念杯競輪。熊本地震を受け、被災地支援競走として実施された。

## 決勝戦

### 競走成績
- 6月19日（日）[2][3]
- 誘導員…渡邊健（愛知）[4]
- 雨：風速 1.0m

| 着 | 車番 | 選手     | 登録地 | 級 班 | 着差    | 決まり手 | 上がり (秒) | H/B | 特記 |
| -- | ---- | -------- | ------ | ----- | ------- | -------- | ----------- | --- | ---- |
| 1  | 2    | 新田祐大 | 福島   | SS    |         | 捲くり   | 11.1        | B   |      |
| 2  | 6    | 郡司浩平 | 神奈川 | S1    | 1車身   | 捲くり   | 11.0        |     |      |
| 3  | 1    | 浅井康太 | 三重   | SS    | 1/2車身 |          | 10.9        |     |      |
| 4  | 5    | 村上義弘 | 京都   | SS    | 1車身   |          | 11.0        |     |      |
| 5  | 4    | 諸橋愛   | 新潟   | S1    | 3/4車身 |          | 11.2        |     |      |
| 6  | 7    | 金子貴志 | 愛知   | S1    | 1/4車輪 |          | 11.0        |     |      |
| 7  | 3    | 平原康多 | 埼玉   | SS    | 1/2車輪 |          | 11.4        | H   |      |
| 8  | 8    | 吉田敏洋 | 愛知   | S1    | 1/4車輪 |          | 11.1        |     |      |
| 9  | 9    | 山崎芳仁 | 福島   | SS    | 6車身   |          | 11.8        |     |      |

### 配当金額
| 枠番二連勝 | 複式   | 2=5   | 1,550円  |
| 枠番二連勝 | 単式   | 2-5   | 2,110円  |
| 車番二連勝 | 複式   | 2=6   | 3,290円  |
| 車番二連勝 | 単式   | 2-6   | 5,370円  |
| 三連勝     | 複式   | 1=2=6 | 17,600円 |
| 三連勝     | 単式   | 2-6-1 | 96,850円 |
| ワイド     | ワイド | 2=6   | 750円    |
| ワイド     | ワイド | 1=2   | 660円    |
| ワイド     | ワイド | 1=6   | 3,020円  |

### レース概要
平原の先行を新田が最終バックで捉え、セーフティーリードを保ったままゴール。4日制以上GIは通算3勝目。山崎は後輪のスリップもあり新田に遅れた。

## 特記事項
- 名古屋でのGI開催は、この年3月の第69回日本選手権競輪以来で、当地としては初めて[7]（中部地区でも初）の高松宮記念杯競輪となった。なお、翌年以降は再び近畿地区のみで開催されている。

- ポスターなどに書かれた大会キャッチフレーズは「龍虎相打つ」[8]。

- 開催初日には、地元・馬渕紀明の引退セレモニーが実施された[9]。

- 名古屋・大須のアイドルグループのOS☆Uが、この年3月の当地の第69回日本選手権競輪と同様、イベントファンサービスに連日登場した[10]（今回は大会応援キャラクターという位置付けか否かは不明）。

- 地上波の決勝戦中継は「坂上忍の勝たせてあげたいTV 高松宮記念杯競輪GI」《日本テレビ系列全国ネット》[11][12]。

- 決勝戦後の表彰式には、2016年ミス日本グランプリの松野未佳が登場[13]。

- シリーズ全体の目標額は97億円[14]だったが、シリーズ全体四日間の総売上は92億0537万5700円[15]となった。

### 競走データ
- 吉田拓矢（茨城）がデビューから11か月15日（平成生まれでは深谷知広に次ぐ早さ[16]）で、107期ではGI出場の一番乗りを果たし[17]、一次予選から準決勝まで駒を進めた。

- 決勝メンバー中、準優勝の郡司浩平は今回がGI初優出となった[18]。